# Marville-Moutiers-Brûlé
Marville-Moutiers-Brûlé é uma comuna francesa na região administrativa do Centro, no departamento Eure-et-Loir. Estende-se por uma área de 20,44 km². Em 2010 a comuna tinha 1 008 habitantes (densidade: 49,3 hab./km²).